# Zákamenné
Zákamenné (bis 1927 slowakisch auch „Klín“; ungarisch Zákameneklin, polnisch Klin Zakamienny) ist eine Gemeinde in der Nordslowakei. Sie liegt an der Biela Orava, einem der (ehemaligen) Quellflüsse der Orava in der Landschaft Orava, 18 km von Námestovo und etwa 50 km von Čadca entfernt.

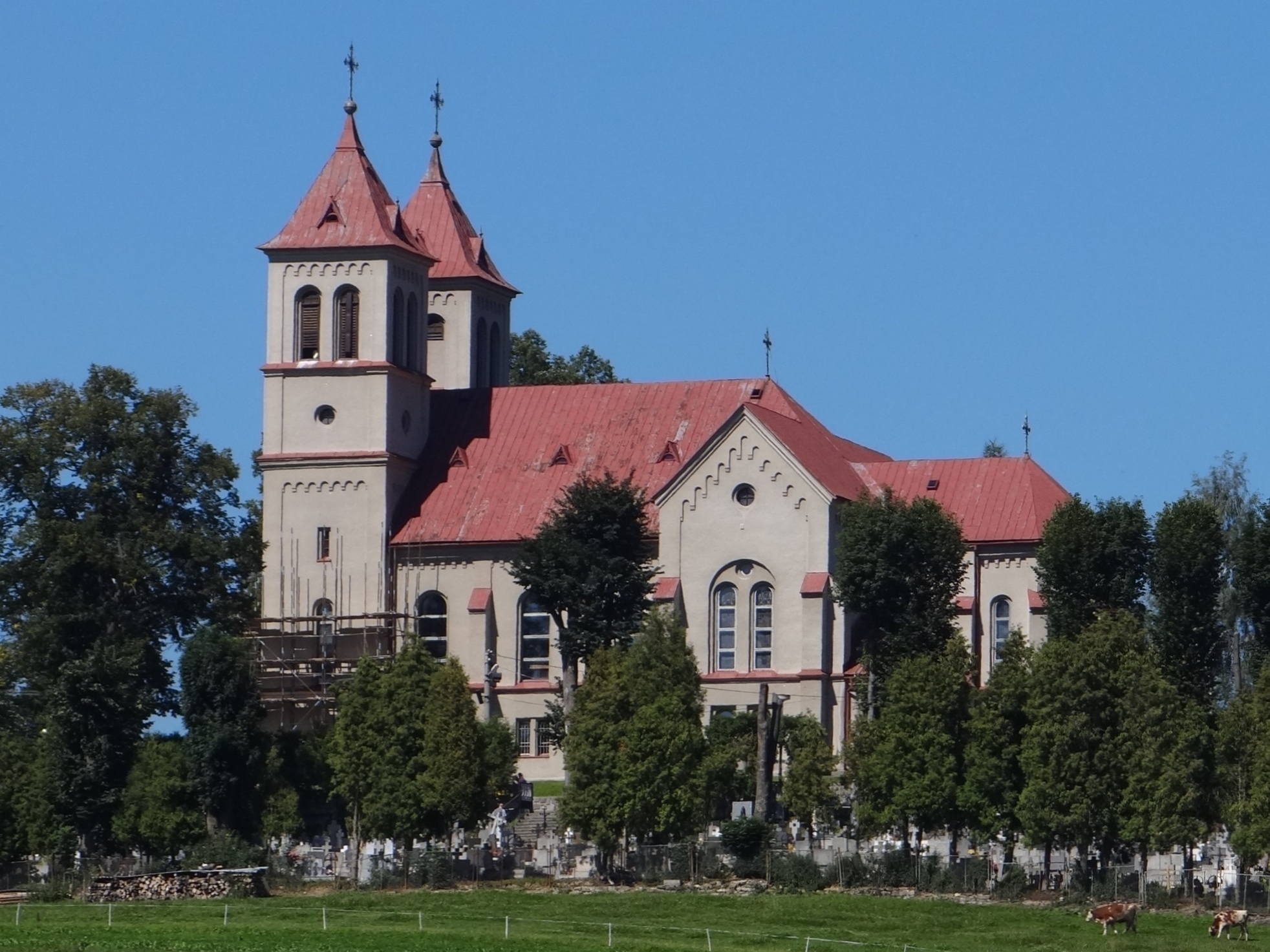
Kirche

Der Ort wurde 1615 als ein walachisches Dorf gegründet. Zu den Sehenswürdigkeiten gehören die Kirche der Mariä Himmelfahrt aus dem Jahr 1901, die neugebaute Kirche des Heiligen Josef aus dem Jahr 2000 und ein jüdischer Friedhof. In der Gegend befindet sich das Naturschutzgebiet Horná Orava.

## Bevölkerung
| Jahr                | 1994 | 2004     | 2014    | 2024    |
| ------------------- | ---- | -------- | ------- | ------- |
| Anzahl der Personen | 4456 | 4962     | 5355    | 5694    |
| Unterschied         |      | +11,35 % | +7,92 % | +6,33 % |

| Jahr                | 2023 | 2024    |
| ------------------- | ---- | ------- |
| Anzahl der Personen | 5687 | 5694    |
| Unterschied         |      | +0,12 % |

## Persönlichkeiten
- Ján Vojtaššák (1877–1965), römisch-katholischer Geistlicher, Bischof von Spiš